# 肥尾分布
肥尾分布（英語：Fat-tailed distribution）是一種機率分布模型。它是一種重尾分布，偏度或峰度極端的大。與無所不在的常態分布作比較，常態分布屬於一種細尾分布，或指數分布。

## 數學定義
當以下情況成立，隨機變數 X 分布是一種肥尾分布：
{\displaystyle \Pr[X>x]\sim x^{-\alpha }{\text{ as }}x\to \infty ,\qquad \alpha >0.\,}
也就是說，如果 X 的機率密度函數 {\displaystyle f_{X}(x)} 是
{\displaystyle f_{X}(x)\sim x^{-(1+\alpha )}{\text{ as }}x\to \infty ,\qquad \alpha >0.\,}
在這邊的符號 "{\displaystyle \sim }" 代表函數的估計近似相等。有時候，肥尾分布專門用在0 < α < 2的狀況成立下（例如，在某些無限大變數存在的狀況中）。

## 外部連結
- Examples of Fat Tails in Financial Time Series （页面存档备份，存于）
- Fat Tail Distribution - John A. Robb （页面存档备份，存于）